# Karel Sláma
Karel Sláma (* 17. Dezember 1934 in Tichá) ist ein tschechischer Entomologe. Er war am Institut für Entomologie der Tschechischen Akademie der Wissenschaften tätig.
Sláma promovierte 1961 bei V. J. A. Novák. Anschließend erhielt er ein Forschungsstipendium für die USA.
Zusammen mit Carroll Williams entdeckte er per Zufall das Juvabion. Sláma brachte 1964 Larven der Feuerwanze von Prag zur Harvard University mit. Diese wandelten sich nach dem 5. Larvenstadium nicht in die Adultform um, sondern legten ein außerordentliches 6. und teilweise sogar 7. Larvenstadium ein. Dies konnte 1965 auf ein zur Fütterung benutztes Papier aus Balsamtannenholz zurückgeführt werden. Daher gaben sie der Substanz den Namen „Paperfactor“.

## Schriften
- Karel Sláma, Jan Lukáš: Role of juvenile hormone in the hypermetabolic production of water revealed by the O2 consumption and thermovision images of larvae of insects fed a diet of dry food. In: European Journal of Entomology. Band 110, Nr. 2, 2013, S. 221–230, doi:10.14411/eje.2013.032 (eje.cz [PDF]).
- Karel Sláma: Insect hormones: more than 50-years after the discovery of insect juvenile hormone analogues (JHA, juvenoids). In: Terrestrial Arthropod Reviews. Band 6, Nr. 4, 2013, S. 257–333, doi:10.1163/18749836-06041073 (pdf-archive.com [PDF]).